# 六月の危険な花嫁
『六月の危険な花嫁』（ろくがつのきけんなはなよめ）は、TBSと大映テレビの制作により、『金曜ミステリー劇場』（毎週金曜 21:00 - 21:55 （JST）の枠で1982年6月4日から同年6月25日までTBS系列で放送されたテレビドラマである。全4話。

## あらすじ
地方出身の石山かね子は、結婚式場で巫女として働きながら夜学に通っている。かね子はそれまで男性に縁が無かったが、同じ夜学で机を並べて学ぶ、捜査一課の若い刑事・堀川に好意を持つ。堀川は同郷だったこともあって、間もなく二人の仲は交際に発展する。かね子は一時は堀川との結婚も意識するほどだったが、やがて堀川に対する物足りなさを感じ始める。ちょうどそんな時プレイボーイ風の男・松岡と知り合い、松岡に誘われるがまま、かね子にとっての初めてのディスコ、そして初めてのラブホテルへ。この一夜の情事でかね子は妊娠、しかし望まぬ妊娠だったことから中絶を決意し、これを伝えるために松岡のマンションを訪れる。しかしそこでかね子は女性の死体を発見。そしてこの事件を堀川が担当することになった。たった一夜の情事からかね子の青春が狂い、事件に巻き込まれていく…。

## キャスト
- 石山かね子：夏目雅子
地方から上京し、結婚式場で巫女として働きながら夜学で福祉の勉強をしている。かなりの近視。
- 堀川直人：岩城滉一
- 捜査課主任：前田吟
- 高村真紀：西川峰子
- 美沙：芦川よしみ
- 千恵：上田美恵
- マリ：野川愛
- あけみ：桐原五月
- 飛鳥裕子
- 大串知子
- 稲野和子
- 岡本プク
- 国井裕未
- 明石憬子
- 石田紀子
- 三井令子
- 森田朋孝
- 青木麻美
- 久保田薫
- 村山竜平
- 武岡淳一
- 中屋敷鉄也
- 田原千之右
- 小林昭二（第3話のみ）
- 早崎文司（第4話のみ）
- あき竹城
- 小鹿番
- 長作：牟田悌三
- 野路清：鈴木ヒロミツ
- 石山金之助：坂上二郎
- 松岡孝：石立鉄男

## スタッフ
- 企画：野添和子（大映テレビ）、樋口祐三（TBS）
- プロデューサー：中間正成（大映テレビ）、山本典助（TBS）
- 脚本：瀬川昌治（全話）、加瀬高之（全話）、渡辺千明（3話のみ）
- 制作主任：杉山隆夫
- 音楽：鏑木創
- 選曲：山川繁
- 仕上進行：椋樹弘尚
- 助監督：高坂勉、上勢戸伸
- 記録：外崎直子
- 効果：東洋音響
- 録音：アオイスタジオ
- 撮影技術：中川健一
- 照明：前原信雄
- 録音：辻井一郎、野口素寛
- 編集：冨宅理一
- 美術：朝生治男
- 撮影助手：渡辺毅
- 照明助手：上村英二郎
- 録音助手：早川定美
- 編集助手：川瀬功
- 美術助手：安田彰一
- スチール：岩井猛
- 現像：東洋現像所
- 結髪：雨宮昭子
- 衣裳：東京衣裳
- 現像：東洋現像所
- タイトル：デン・フィルム・エフェクト
- 主題歌：高樹澪『ダンスはうまく踊れない』[注釈 1]（作詞・作曲：井上陽水、編曲：チト河内　キャニオン・レコード）
- 挿入曲 : 寺内タケシとバニーズ　レッツ・ゴー「運命」
- 監督：瀬川昌治（全話）
- 制作：大映テレビ、TBS